# Ayles-selfjég

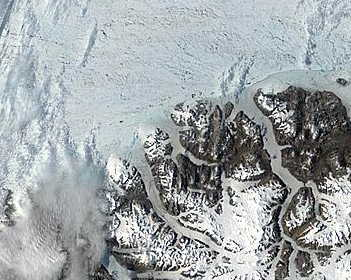
Az Ellesmere-sziget 2002. július 12-én

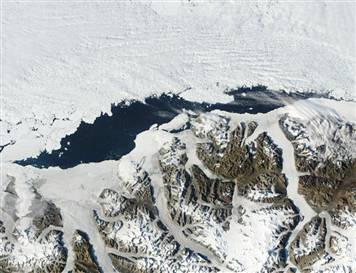
Az Ellesmere-sziget 2005. augusztus 13-án (a NASA képe.

Az Ayles-selfjég vagy Ayles-jégpad a hat nagy kanadai selfjég egyike volt. Az Ellesmere-sziget északi partján feküdt (83°1.5′N, 77°33.5′W). A selfjég 2005. augusztus 13-án szakadt le, nagy jégszigetet képezve, mely 37 méter vastag, 14 kilométer hosszú és 5 kilométer széles. Körülbelül 66 négyzetkilométer, illetve 2,6 km³ nagyságú) A selfjég legrégebbi része 3000 éves.
Az Ayles-selfjég Adam Aylesről lett elnevezve, mint ahogy a közeli Ayles-hegy is. Adam Ayles George Nares admirális mellett szolgált és részt vett a brit Arktisz-expedícióban.
1986-ban a Kanadai-selfjég vizsgálata során fedezték fel a 48 négyzetkilométer nagyságú jégtömböt. 2006. december 29-én már 90%-kal volt kisebb a jégtömb.